# 拉格羅 (印地安納州)
拉格羅（英語：Lagro）是一個位於美國印地安納州沃巴什縣的城鎮。

## 人口
根據2010年美國人口普查的數據，拉格羅的面積為1.58平方千米，當中陸地面積為1.54平方千米，而水域面積為0.04平方千米。當地共有人口415人，而人口密度為每平方千米263人。